# Église Saint-Jacques-et-Saint-Marcel de Lalande
L'église Saint-Jacques-et-Saint-Marcel de Lalande est une église située à Lalande, dans le département de l'Yonne en France.
L'édifice est inscrit au titre des monuments historiques en 2006.

## Historique

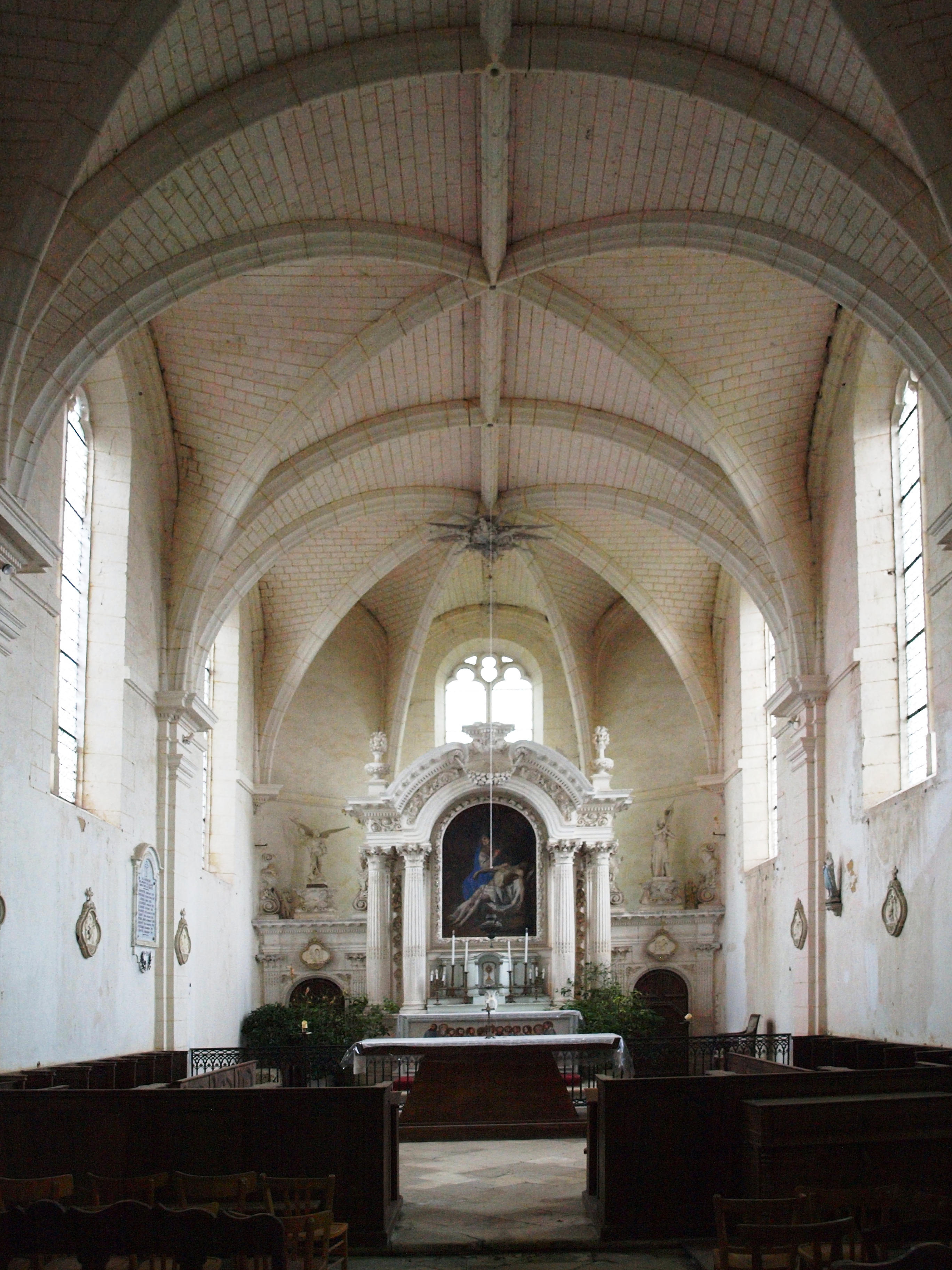
Intérieur de l'église.

La première mention de ce domaine date d'un acte du 25 août 1585 par lequel Jacques de Lenfernat vend à Loup du Deffant les terres et le manoir de Lalande. De cette époque ne subsiste que la partie droite côté cour. L'un de ses descendants, Louis, achète en 1675, la seigneurie du Deffand et en 1685 celle du Tremblay voisines. Ces terres sont situées dans l'ancienne province de l'Orléanais dont la limite géographique passait entre Lalande et la ville de Toucy. Louis du Deffand est maréchal de camp et Lieutenant-Général de la province. Sa terre de Lalande est érigée en marquisat par le roi Louis XIV. Il a épousé une riche héritière, une dame Brulard, d'une noblesse de robe possédant d'importants domaines viticoles en Champagne. C'est lui qui ajoute la partie gauche, terminée en 1694, au corps central d'époque Louis XIII, construit précédemment en prolongement du reste de l'ancien manoir. Il était certainement prévu dans le projet de démolir cette aile droite ancienne conservée sans doute comme habitation pendant les travaux, et de la reconstruire dans le même style que la nouvelle aile et en symétrie de celle-ci. Les moyens ne furent sans doute pas réunis pour y parvenir. Louis du Deffand est aussi à l'origine de la reconstruction de l'église du village. Ses armes, accolées à celles de sa première épouse, figurent sur le porche de cet édifice.
Son petit-fils, Jean-Baptiste du Deffand, sera lui aussi Lieutenant-Général de l'Orléanais. C'est lui qui épousera, déjà âgé, en 1718, Marie de Vichy-Chamron qui deviendra la femme de lettres connue sous le nom de marquise du Deffand, amie de Voltaire et de bien d'autres beaux esprits de l'époque. Elle tiendra un salon littéraire très couru en l’hôtel de Brienne à Paris. Elle ne séjourna qu'un hiver à Lalande, en garda un très mauvais souvenir, et n'y reviendra jamais. Cette union resta sans postérité.
Le château échoit alors en héritage à la sœur de Jean-Baptiste, Angélique-Charlotte, épouse d'André de Clémens, marquis de Graveron. Ils vivront essentiellement dans le midi de la France.
En 1794, leur fils, Charles-Louis de Clémens, est guillotiné à Marseille, sans doute pour des malversations financières. Quelques mois plus tard, le château de Lalande est vendu, comme bien national, au citoyen Paul Reboul, marchand de biens à Auxerre.
En 1809, le comte de La Celle achète le château de Lalande pour en faire sa demeure principale. Sa fille unique, Marie-Alix, épouse depuis le 
27 juillet 1876, du comte Joseph de Beaurepaire de Louvagny, hérite du domaine comportant quatre fermes, dont celle du château, sur 200 hectares.  C'est à lui, sans doute, que revient l'édification des deux ailes de communs. Ils eurent deux enfants: Marie-Thérèse-Françoise, née le 21 janvier 1881 à Lalande, et François—Louis-Emmanuel, né le 7 mai 1882 à Paris. Ce dernier deviendra maire de Lalande et se suicidera au château en septembre 1938. Sa sœur, frappée par cette disparition tragique, vend alors l'ensemble des biens.
En 1951, le diocèse de Paris se porte acquéreur du château et de son parc et en cède l'usufruit à une paroisse de Neuilly-sur-Seine. Cette dernière installe à Lalande une colonie de vacances puis, cette activité entrant en concurrence avec les colonies communales mieux dotées, une maison familiale de vacances qui restera peu fréquentée, le confort y étant sommaire et les bâtiments commençant à se dégrader.
En 1972, un couple de la région parisienne découvre le lieu et s'y intéresse. Ils fondent l'« association Château de Lalande » pour sa sauvegarde et son animation. Avec l'aide des collectivités locales, d'organismes sociaux et en accord avec le diocèse de Paris, elle rénove, équipe, et transforme le lieu en centre d'accueil polyvalent et en devient propriétaire en 1978. Sous la pression économique, elle est contrainte, en 1994, à la vente du château et à la dissolution.